# Grünsberg

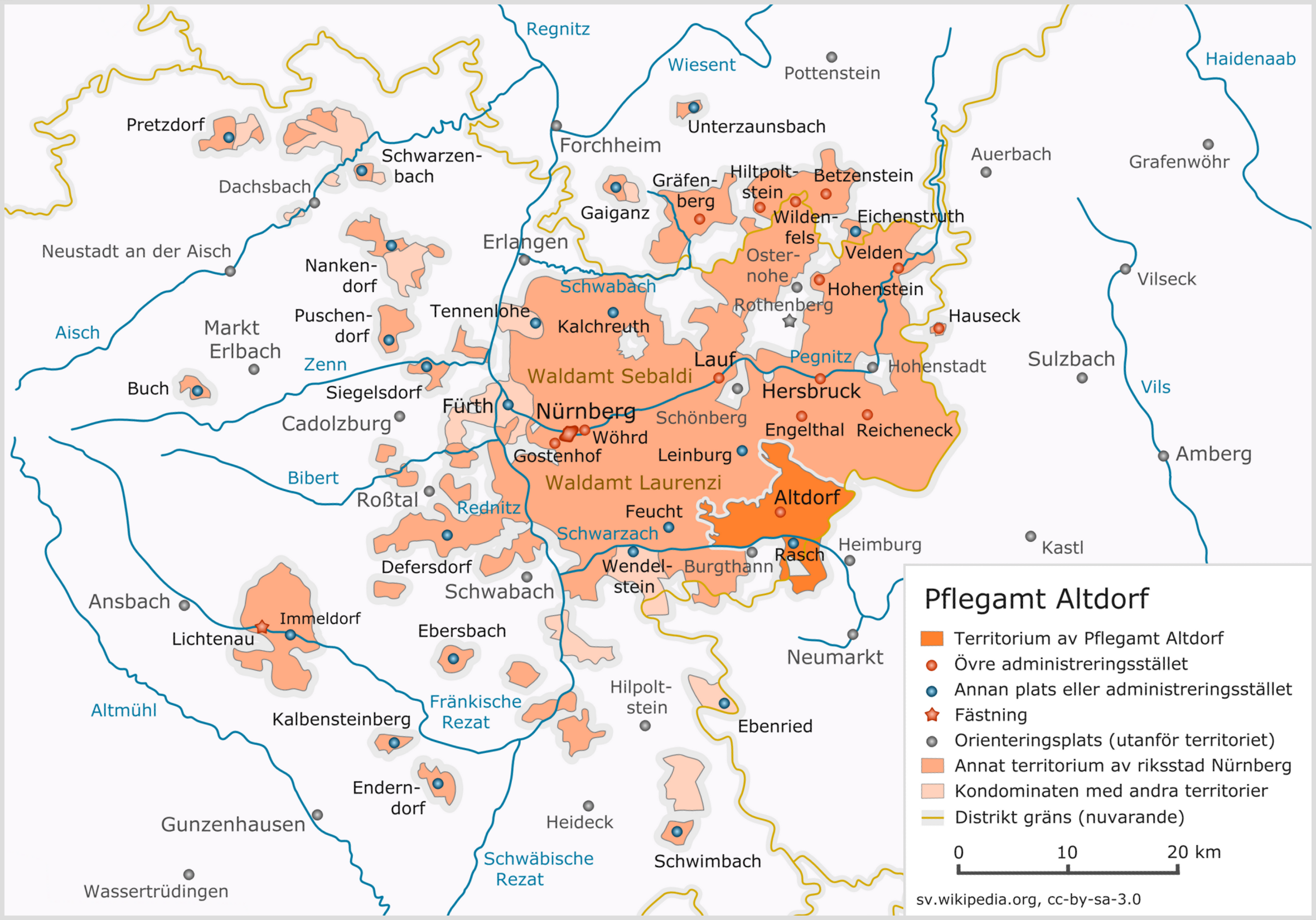
Karta över Pflegamt Altdorf

Grünsberg är en by, en ortsdel till staden Altdorf bei Nürnberg i Landkreis Nürnberger Land, Mittelfranken i Bayern, Tyskland.

## Historia
De tidigaste innevånarna är dokumenterade år 1231. Från 1504 till 1806 tillhörde orten den fria riksstaden Nürnberg. Stadsdelens utveckling har varit nära förknippad med slottet Grünsberg. Borganläggningen Schloss Grünsberg är känd sedan 1200-talet och ägs idag av släkten Stromer von Reichenbach och förvaltas av friherrinnan Rotraut von Stromer-Baumbauer genom en stiftelse, och är den första söndagen i varje månad öppen för allmänheten.

## Gemeinde
Från 1808 är Grünsberg en egen gemeinde, som sedan 1972 tillhör staden Altdorf bei Nürnberg.